# Contea di Butuo
La contea di Butuo (布拖县S, Bùtuō XiànP) è una contea della Cina, situata nella provincia di Sichuan e amministrata dalla prefettura autonoma Yi di Liangshan.